# Teorema di Myhill-Nerode
Nella teoria dei linguaggi formali il teorema di Myhill-Nerode fornisce una condizione necessaria e sufficiente per stabilire se un linguaggio sia regolare o meno.
Secondo il teorema di Myhill-Nerode, ogni linguaggio regolare sull'alfabeto {\displaystyle \Sigma } consiste nell'unione di classe di equivalenza di una relazione invariante a destra di indice finito sulla chiusura di Kleene di {\displaystyle \Sigma }.

## Definizioni
Dato un automa a stati finiti deterministico {\displaystyle M=\left(Q,\Sigma ,\delta ,q_{0},F\right)} si definisce la relazione di equivalenza

{\displaystyle R_{M}:xR_{M}y\Longleftrightarrow {\hat {\delta }}\left(q_{0},x\right)={\hat {\delta }}\left(q_{0},y\right)}
Tale relazione di equivalenza è invariante a destra se:

{\displaystyle {\hat {\delta }}\left(q_{0},xz\right)={\hat {\delta }}\left({\hat {\delta }}\left(q_{0},x\right),z\right)={\hat {\delta }}\left({\hat {\delta }}\left(q_{0},y\right),z\right)={\hat {\delta }}\left(q_{0},yz\right)} supponendo {\displaystyle xR_{M}y}.

## Enunciato del teorema
Il teorema di Myhill-Nerode afferma che sono equivalenti le affermazioni:
1. {\displaystyle L\subseteq \Sigma ^{*}} è regolare
2. {\displaystyle L} è l'unione di alcune classi di equivalenza di una relazione di equivalenza di indice finito (ossia che individua un numero finito di classi di equivalenza) invariante a destra
3. la relazione di equivalenza: {\displaystyle \forall x,y\in \Sigma ^{*},xR_{L}y\Longleftrightarrow \forall z\in \Sigma ^{*},xz\in L\Longleftrightarrow yz\in L} è di indice finito.

## Usi e conseguenze
La diretta conseguenza del teorema di Myhill-Nerode è che un linguaggio {\displaystyle L} è regolare se e solo se il numero di classi di equivalenza della relazione {\displaystyle R_{L}} è finito. Come corollario, un linguaggio che definisca un insieme infinito di classi di equivalenza non è regolare. Tale corollario può essere usato per dimostrare la non regolarità di un linguaggio.